# Danuta Turzeniecka
Danuta Turzeniecka (ur. 8 czerwca 1931, zm. 29 stycznia 2018) – polska metrolog i automatyk, doktor habilitowany, profesor Politechniki Poznańskiej.

## Biografia
Danuta Turzeniecka urodziła się 8 czerwca 1931. W 1979 uzyskała na Politechnice Śląskiej stopień doktora habilitowanego na podstawie pracy Kompensatory prądowe, pracowała jako profesor na Politechnice Poznańskiej. Była również członkinią Komitetu Metrologii i Aparatury Naukowej Polskiej Akademii Nauk. Zmarła 29 stycznia 2018 i została pochowana 6 lutego 2018 na cmentarzu Junikowskim (pole 24, rząd A, miejsce 14).

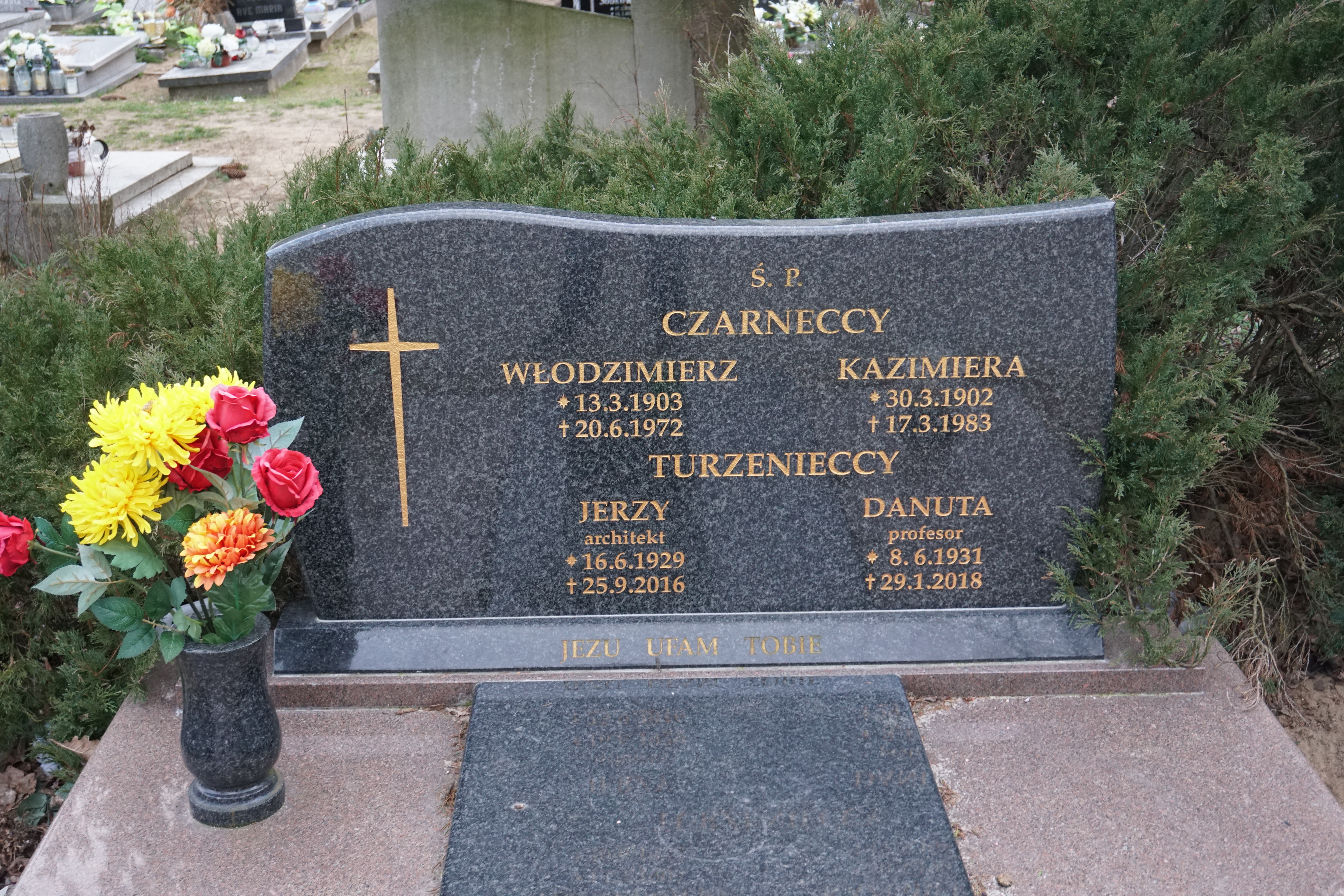
Grób Danuty i Jerzego Turzenieckich na Cmentarzu Junikowskim w Poznaniu